# Futoshi Matsunaga
Futoshi Matsunaga (松永 太?, Matsunaga Futoshi; Kitakyūshū, 28 aprile 1961) è un assassino seriale giapponese, che truffò e torturò diverse vittime tra il 1996 e il 1998 nella sua città. Fu accusato di sei omicidi e un omicidio preterintenzionale, per i quali venne condannato a morte tramite impiccagione. Ha operato nei suoi delitti con una complice, Junko Ogata, che fu condannata all'ergastolo.
I crimini compiuti da Matsunaga sono stati così atroci che la maggior parte dei media giapponesi si rifiutò di riportare la vicenda nei dettagli. Molti scrittori, tra cui Ryūzō Saki, hanno pubblicato dei libri che raccontano nei particolari i reati commessi.

## Antefatti
Futoshi Matsunaga nacque a Kokurakita-ku, nella città di Kitakyūshū, nella prefettura di Fukuoka, ma è cresciuto nella città di Yanagawa. Matsunaga era considerato un ragazzo intelligente e promettente, a scuola riceveva buoni voti, tuttavia tendeva spesso ad avere dei problemi disciplinari. A 17 anni venne trasferito in un altro istituto scolastico superiore per aver intrapreso una relazione con una ragazza delle scuole medie. A soli 19 anni si sposò ed ebbe un figlio.
Pur essendo sposato, Matsunaga ebbe almeno una decina di amanti. Nell'ottobre del 1982, durante il suo matrimonio, incontrò Junko Ogata, una sua ex compagna di scuola a Yanagawa, e da lì i due iniziarono a frequentarsi. Nel 1984 Matsunaga promise a Junko di sposarla, ma sua madre, Shizumi Ogata, non approvava in nessun modo questa relazione. Matsunaga si vendicò violentando Shizumi, e la minacciò di uccidere lei ed il resto della famiglia nel caso in cui avesse raccontato qualcosa alla polizia. Tuttavia, Shizumi si confidò con la figlia, che, scioccata, tentò il suicidio, senza però riuscire nell'intento. Nel 1985 Matsunaga convinse Junko che la sua famiglia la odiasse per via del suo tentato suicidio, e la persuase a trasferirsi con lui.
Lo stesso anno, Matsunaga acquistò un edificio, nel quale andò poi a gestire un'attività commerciale di futon chiamata "World". Il suo atteggiamento nei confronti dei dipendenti era violento, e puniva i loro errori torturandoli con delle scosse elettriche. Talvolta Matsunaga si metteva ad urlare improvvisamente contro altre persone frasi del tipo "C'è uno spirito dietro di te! Sta risucchiando la tua fortuna!", facendo anche uso di termini di natura religiosa come saṃsāra o kami. Nel 1992 Matsunaga aveva ricavato un totale di 180 milioni di yen dalle sue truffe e dalle sue estorsioni. Lui e Junko si nascosero dalla polizia, e vennero inseriti nella lista dei maggiori ricercati del Giappone.

## Omicidi
Matsunaga viveva in un condominio a Kokurakita-ku. La sua prima vittima fu una donna sposata, madre di tre figli. Nell'aprile del 1993, Matsunaga convinse la donna a lasciare suo marito e a scappare via con lui, dicendole che Junko era la sorella. Uno dei tre figli morì in circostanze misteriose il settembre dello stesso anno. Nonostante ciò, la relazione continuò, e gli altri due figli andarono a vivere dal padre e dal nonno il mese successivo. Nel corso della loro relazione, durata circa un anno, Matsunaga truffò la donna per un totale di 11.8 milioni di yen. La donna morì misteriosamente nel marzo del 1994, e la polizia non riuscì a stabilire se la stessa o il figlio furono uccisi o meno da Matsunaga.
Lo stesso anno Matsunaga iniziò a perseguitare Kumio Toraya e la sua piccola figlia, loro vicini di casa. Kumio si era confidato con Matsunaga, parlandogli degli atti criminali che aveva compiuto in passato. Matsunaga fece uso di queste rivelazioni per ricattare l'uomo. Kumio e la figlia furono tenuti prigionieri nell'appartamento di Matsunaga, dove l'uomo li torturava con scosse elettriche, li costringeva a nutrirsi delle proprie feci, e obbligò la figlia a mordere il padre, in modo da scatenare un litigio che gli avrebbe permesso di avere un alibi per il suo prossimo omicidio. Kumio morì a causa di questi abusi il 26 febbraio 1996. Matsunaga ordinò a Junko e la bambina di liberarsi dei resti dell'uomo. Le sue polveri vennero gettate in mare, nei pressi della penisola di Kunisaki.
Poco tempo dopo, Matsunaga trovò un'altra vittima, che era una conoscente di Kumio. Disse alla donna di aver studiato all'Università di Kyōto, e presto le chiese di sposarla. La donna fu truffata per 5.6 milioni di yen. Anche questa donna e sua figlia vennero rinchiuse nell'appartamento di Matsunaga. La donna riuscì a scappare gettandosi dal secondo piano nel marzo del 1997. Così facendo si ruppe una gamba e varie costole, e venne ricoverata dapprima in ospedale, e successivamente in una clinica psichiatrica. Al contempo, Matsunaga liberò la figlia.
Il mese successivo Junko si recò al lavoro e non fece più ritorno. Matsunaga contattò e minacciò la famiglia di Junko, che dichiarò di non sapere dove si trovasse la donna. Matsunaga, che sospettava che la donna fosse nascosta nei paraggi, inscenò il proprio suicidio, e infatti poco dopo Junko tornò a casa dai suoi genitori. Matsunaga, che confermò quindi i propri sospetti, giurò vendetta alla famiglia. Una volta tornata Junko, Matsunaga continuò a torturarla, e violentò pure la sorella sposata di Junko, Rieko. Il padre di Junko, Takashige Ogata, diede 63 milioni di yen a Matsunaga per non fare del male alla famiglia. Nonostante ciò, Matsunaga fece prigioniera l'intera famiglia, e li controllò psicologicamente facendo uso di metodi simili a quelli utilizzati dal noto criminale Shōkō Asahara.
Il 21 dicembre 1997 Matsunaga costrinse Junko a folgorare a morte suo padre di 61 anni. Anche a causa di ciò, Shizumi iniziò a perdere la propria salute mentale e ad assumere comportamenti violenti. Il 20 gennaio 1998, Matsunaga ordina quindi a Rieko e suo marito, Kazuya, di strangolare la donna. Diverse settimane dopo, Matsunaga ordinò a Kazuya di strangolare Rieko mentre veniva trattenuta dalla loro figlia di 10 anni, Aya. Dopodiché, Matsunaga e Junko incatenarono Kazuya nel bagno, dove morì di fame il 13 aprile 1998. Matsunaga obbligò Junko ed Aya ad uccidere il figlio di 5 anni di Rieko, Yuki. Durante il processo, la figlia di Kumio ha affermato che Matsunaga e Junko avevano torturato Aya facendo uso di scariche elettriche. Junko, pur confermando altre sue colpe, ha però confutato questa testimonianza, spiegando che i ricordi della ragazza erano probabilmente inaccurati, in quanto la stessa stava venendo oppressa dai propri sensi di colpa per aver realizzato il suo primo omicidio. La figlia di Kumio strangolò Aya il 7 giugno 1998. Matsunaga e Junko smembrarono e fecero bollire i resti delle loro vittime in delle pentole, e se ne liberarono gettandoli in mare e nel gabinetto.
Nel luglio del 2000, Matsunaga convinse un'altra donna a scappare con lui, attirata dall'idea del matrimonio. Nell'agosto del 2001 la donna diede i suoi due figli gemelli a lui e Junko. Matsunaga e Junko rubarono alla donna 20 milioni di yen, convincendola che sarebbero stati necessari per allevare i bambini.

## Arresto e processo
La figlia di Kumio, che veniva tenuta imprigionata da Matsunaga e Junko, riuscì a fuggire il 30 gennaio 2002. Tuttavia, Matsunaga la ritrovò il 15 febbraio e la rinchiuse nuovamente in casa propria. Successivamente, la torturò con delle scariche elettriche. Il 6 marzo, all'età di 17 anni, la ragazza riesce nuovamente a fuggire da Matsunaga e a raccontare l'accaduto alla polizia. La polizia arrestò Matsunaga e Junko il giorno successivo, durante il quale i due cercarono di recuperare la ragazza. I bambini furono presi in custodia dalla polizia.
Inizialmente i media riportarono che la coppia tenne rinchiuse in casa le proprie vittime, in modo simile al caso di Fusako Sano. Solo in un secondo momento emersero i dettagli riguardanti gli omicidi.
La coppia venne accusata dell'omicidio di Aya il 18 settembre 2002; dell'omicidio di Takashige il 12 ottobre 2002; dell'omicidio di Shizumi il 6 dicembre 2002; dell'omicidio di Yuki l'11 gennaio 2003; dell'omicidio di Kumio il 3 febbraio 2003; dell'omicidio di Rieko il 25 febbraio 2003; e dell'omicidio di Kazuya il 30 maggio 2003. La figlia di Kumio non fu accusata di nessun omicidio. Junko confessò senza problemi i delitti commessi, mentre Matsunaga sosteneva che le donne si erano organizzate per incastrarlo. La polizia non ha mai ritrovato i resti umani gettati in mare o altre prove materiali, quindi le indagini sono state principalmente basate sulle testimonianze di Junko, di Matsunaga e della figlia di Kumio.
Il 28 settembre 2005 una corte distrettuale di Fukuoka condannò Matsunaga e Junko a morte per impiccagione. Furono accusati di sei casi di omicidio, ma non venne considerata la morte di Takashige, in quanto si ritenne sia morto solo tempo dopo a causa delle scariche elettriche, e non in modo diretto.
La coppia fece appello. Il 26 settembre 2007 la corte mantenne la stessa condanna per Matsunaga, ma la condanna di Junko venne cambiata dalla pena di morte all'ergastolo, in quanto si ritenne che la donna fosse stata costretta con la violenza ad uccidere.

## Vittime
1. Kumio Toraya (虎谷 久美雄?, Toraya Kumio) – Il padre della ragazza[8]
2. Takashige Ogata (緒方 誉?, Ogata Takashige) – Il padre di Junko
3. Shizumi Ogata (緒方 静美?, Ogata Shizumi) – La madre di Junko
4. Rieko Ogata (緒方 理恵子?, Ogata Rieko) – La sorella di Junko
5. Kazuya Ogata (緒方 主也?, Ogata Kazuya) – Il marito di Rieko
6. Yūki Ogata (緒方 優貴?, Ogata Yūki) – Il nipote di Junko
7. Aya Ogata (緒方 彩?, Ogata Aya) – La nipote di Junko

## Riferimenti culturali
Nel 2019 il regista Sion Sono ha annunciato il film The Forest of Love, basato sui crimini commessi da Matsunaga. Esso è presente su Netflix dall'11 ottobre 2019.